# Michal Pintér
Michal Pintér (* 4. února 1994, Zlaté Moravce) je  slovenský fotbalový obránce, od roku 2011 působící v A týmu FC ViOn Zlaté Moravce.

## Fotbalová kariéra
Svoji fotbalovou kariéru začal v FC ViOn Zlaté Moravce, kde se přes mládež dostal až do A týmu.